# Maranguape
Maranguape este un oraș în statul Ceará (CE) din Brazilia.